# Zdeněk Bárta
Zdeněk Bárta (Františkodol, 15. svibnja 1891. – Prag, 1. travnja 1987.), mačevalac koji se natjecao na Olimpijskim igrama za Bohemiju. Nastupio je u disciplinama pojedinačno mač i sablja na Olimpijskim igrama 1912. Također se bavio veslanjem, tenisom i golfom te je bio poduzetnik.